# Tara Donovan
Tara Donovan (* 1969 in New York) ist eine US-amerikanische Künstlerin. Sie lebt und arbeitet in New York. 

## Leben und Werk
Tara Donovan studierte zunächst an der School of Visual Arts in New York und am  Corcoran College of Art, wo sie ihr Studium mit dem Grad eines Bachelor of Fine Arts abschloss. 1999 erhielt nach dem Studium an der Virginia Commonwealth University, Richmond, VA, den Grad eines Master of Fine Arts.
Tara Donovan benutzt für ihre oft biomorph anmutenden Skulpturen und ihre raumgreifenden Installationen unscheinbares Alltagsmaterial, wie Strohhalme, Zahnstocher, Nadeln, Nägel, Knöpfe. Aus jeweils nur einem dieser Ausgangsmaterialien schafft sie kristalline, zartgliedrige, monochrome Gebilde, die wie organisch gewachsen wirken. In den USA wurde Tara Donovan mit vielen Preisen ausgezeichnet, 2008 erhielt sie den renommierten MacArthur Preis.
In Europa fand erstmals 2013 eine Einzelausstellung von Tara Donovan statt, die nacheinander im Louisiana Museum of Modern Art in Dänemark und im Arp Museum Bahnhof Rolandseck, Remagen, gezeigt wurde. 
Arbeiten von Tara Donovan befinden sich u. a. in den Sammlungen der Buffalo AKG Art Museum, Buffalo, New York, des Birmingham Museum of Art, Alabama, des Brooklyn Museum, New York, des Centre Pompidou, Paris, des Dallas Museum of Art, Texas, des Daum Museum of Contemporary Art, Sedala, Missouri, des Indianapolis Museum of Art, Indiana, des Institute of Contemporary Art. Boston, des Maier Museum of Art, Lynchburg, Virginia, des Milwaukee Art Museum, Wisconsin, des San Diego Museum of Art San Diego, CA, des Saint Louis Art Museum, Missouri, des Wadsworth Atheneum, Hartfort, Connecticut, des Whitney Museum of American Art, New York. 

## Preise und Auszeichnungen
- 1999 Stipendium der Joan Mitchell Foundation
- 2001 Gewinner der  Louis Comfort Tiffany Foundation Biennial Competition
- 2003 Stipendium der New York Foundation for the Arts
- 2003 Stipendium der Pollock-Krasner Foundation
- 2004 American Academy of Arts and Letters, Willard L. Metcalf Award
- 2004 National Academy Museum, Helen Foster Barnett Prize
- 2005 Alexander Calder Foundation’s first annual Calder Prize
- 2008 MacArthur Stipendium

## Einzelausstellungen (Auswahl)
- 2013 Tara Donovan. Arp Museum Bahnhof Rolandseck, Remagen
- 2013 Tara Donovan. Louisiana Museum of Modern Art, Louisiana, Dänemark

- 2010 Tara Donovan: Untitled, Indianapolis Museum of Art, Indianapolis, IN

- 2009 New Drawings, The Pace Gallery, New York, NY
- 2009 Lois & Richard Rosenthal Center for Contemporary Art, Cincinnati, OH
- 2006/7 Tara Donovan: Berkeley Art Museum, University of California, Berkeley, CA

- 2006 Tara Donovan: Rubber Band Drawings, The Pace Gallery, New York, NY
- 2006 Tara Donovan, Drawings and Sculptures, Barbara Krakow Gallery, Boston, MA (solo)
- 2006 Tara Donovan: New Work, The Pace Gallery, New York, NY
- 2003/4 Curve Series.  Tara Donovan,  Museum of Contemporary Art, Cleveland, OH